# Shimon Bejarano
 (janvier 2025).
Pour les articles homonymes, voir Bejarano.
Shimon Bejarano (en hébreu : שמעון בז'רנו) est un industriel et homme politique israélien né le 28 septembre 1910 à Plovdiv en Bulgarie et mort le 17 octobre 1971. Il a été membre de la Knesset pour le sionisme général entre 1951 et 1959.

## Biographie
Né à Plovdiv en 1910, Bejarano a fait ses études au gymnasium Fraunfeld en Suisse avant d'aller étudier l'économie à l'Université de Milan. Il fit son alya en Palestine mandataire en 1936. Avec ses trois frères, il créèrent l'usine de cigarettes Bejarno Bros et l'usine de jus d'agrumes et de conserves de fruits Assis. Membre du conseil d'administration de la Bank Leumi, il fut également membre du conseil consultatif de la Banque d'Israël.
Bejarano était membre du parti politique Sionsime général et fut élu à la Knesset après avoir été classé huitième sur la liste du parti pour les élections de 1951. Il fut réélu en 1955, mais ne se présenta pas aux élections de 1959 à la suite du décès prématuré de ses frères Joseph et Moshe.
Il meurt en 1971 à l'âge de 61 ans.